# Liste der geschützten Landschaftsbestandteile im Landkreis Rotenburg (Wümme)
Im Landkreis Rotenburg (Wümme) gibt es diese ausgewiesenen geschützten Landschaftsbestandteile. 
| Satzung zum Schutz des Baumbestandes in der Gemeinde Wilstedt      | BW | GLB ROW 00001 | Wilstedt aufgegangen in LB-ROW 11 | ⊙ |     | 30. Aug. 1982 bis 28. Sep. 1998 |
| Wollgras- und Zwergstrauchbestände bei Mintenburg                  | BW | GLB ROW 00002 | Sandbostel Insgesamt unkultivierte Fläche mit geschlossenen Wollgrasbeständen sowie teilweise verbuschte Flächen mit Zwergstrauchheiden mit Glocken- und Besenheide  | ⊙ | 1,6 | 9. Juni 1987                    |
| 2 Rotbuchen am Löhweg in der Gemarkung Nieder Ochtenhausen         | BW | GLB ROW 00003 | Bremervörde, Nieder Ochtenhausen Markante Einzelbäume, die das Landschaftsbild beleben und gliedern.                                                                 | ⊙ |     | 15. Nov. 1991                   |
| Feuchtbiotop an der Leipziger Straße                               | BW | GLB ROW 00004 | Rotenburg Wasserflächen, ständig oder zeitweise unter Wasser stehende Senken, Baum- und Gebüschbestände und die sich natürlicherweise entwickelnden Pflanzenbestände | ⊙ |     | 29. Okt. 1991                   |
| Baumbestand Am Bahnhof 3                                           | BW | GLB ROW 00005 | Rotenburg Erhaltung und Entwicklung des Baumbestandes | ⊙ |     | 12. Nov. 1993                   |
| Ahbeck                                                             | BW | GLB ROW 00006 | Rotenburg Auch Glummbach genannter, naturnaher Niederungsbach | ⊙ |     | 28. Juli 1994                   |
| Kratteichen am Holzberg bei Buchholz                               |    | GLB ROW 00007 | Tarmstedt, Buchholz | ⊙ |     | 20. Dez. 1994                   |
| Baumbestand im Bereich Weidedamm                                   | BW | GLB ROW 00008 | Tarmstedt Erhaltung des das Ortsbild belebenden Baumbestands | ⊙ |     | 11. Mai 1994                    |
| Gehölz zwischen Wiesenstraße und Am Föhrenhof                      | BW | GLB ROW 00009 | Rotenburg (Wümme) das Ortsbild belebender und gliedernder Eichen-Kiefern-Mischwald                                                                                   | ⊙ |     | 13. Juni 1996                   |
| Stadtrandgehölz zwischen Hoffeldstraße und Am Bahnhof              | BW | GLB ROW 00010 | Rotenburg (Wümme) das Ortsbild belebender und gliedernder Eichen-Mischwald                                                                                           | ⊙ |     | 19. Dez. 1996                   |
| Satzung über den Schutz des Baumbestandes in der Gemeinde Wilstedt | BW | GLB ROW 00011 | Wilstedt | ⊙ |     | 28. Sep. 1998                   |
| Gehölz am Helvesieker Berg                                         | BW | GLB ROW 00012 | Scheeßel | ⊙ |     | 13. Okt. 2005                   |
| Legende für Geschützter Landschaftsbestandteil                     |    |               | |   |     |                                 |